# Die liebe fee pocahontas oder kasper als schildwache
die liebe fee pocahontas oder kasper als schildwache ist ein Drama von Hans Carl Artmann. Es erschien 1961 in Wien.

## Das Stück

### Ort und Zeit
Das Stück „die liebe fee pocahontas oder kasper als schildwache“  (1961) spielt im ersten Auftritt im Jahre 1865 auf einem eroberten Camp der Konföderierten in Georgia. Im zweiten Aufzug hingegen auf einer Waldlichtung in dem Staat North Dakota ebenfalls im Jahr 1865, jedoch einen Tag später.

### Inhalt

#### 1. Aufzug
Kasper ist ein Soldat in der Armee der Nordstaaten und soll auf Befehl des Präsidenten, Johann Linkoln, Schildwache halten. Allerdings ist er zum einen ängstlich, zum anderen wird er von seinem Hauptmann, weil er nicht wie alle anderen Johann heißt, für einen Spion und Verräter gehalten und deshalb schikaniert. Während seiner Wache erscheint ihm eine indianische Fee, die ihm helfen möchte, doch Kasper tritt ihr zunächst noch misstrauisch gegenüber. Daraufhin zaubert die Fee Silbermünzen in die linke Rocktasche des Kaspers. Damit die Fee ihm künftig zu Hilfe kommt, muss der Kasper sie nur rufen und sagen als was sie erscheinen soll. Er ruft die Fee als Krokodil, dann als Kuckuck und auch als „das und das“ herbei, doch jedes Mal erschreckt sich der Kasper und schickt sie wieder weg. Nach den gescheiterten Versuchen, erscheint sie ihm schließlich als Fee Pocahontas. Kasper wünscht sich von ihr die schöne Frau des Hauptmanns. Während der Kasper nun gemeinsam mit der Frau des Hauptmanns im Bett liegt, erscheint plötzlich ihr Mann. Der Kasper versteckt sich daraufhin unter dem Bett, der Hauptmann legt sich zu seiner Frau und schläft ein.
Der erste Aufzug endet, indem das Bett aus der Szene rollt und nur noch der Kasper neben einem Nachttopf zu sehen ist.

#### 2. Aufzug
Zu Beginn des zweiten Aufzuges liegt der Kasper immer noch neben dem Nachttopf, doch es ist morgen und ein Waldhornist der Union bläst den Weckruf. Der Waldhornist stellt sich zunächst als Johann vor, doch später gesteht er dem Kasper, dass dies nicht sein wahrer Name sei. Sein richtiger Name ist Abraham.
Kurz darauf erscheint der Hauptmann, wobei er den Kasper nicht erkennt, da dieser inzwischen seine Uniform abgelegt hat. Kasper stellt sich ihm als Hans Wurst vor, doch der Hauptmann akzeptiert nur den Namen Johann Wurst. Der Hauptmann erblickt den Nachttopf, wird skeptisch und befiehlt dem Waldhornist diesen zu untersuchen. Neben einem gelben Belag findet er eine Inschrift, woraufhin der Hauptmann bemerkt, dass es sein Nachttopf ist. Da jedoch der Kasper zuvor behauptete, er habe den Nachttopf von seinem seligen Vater geschenkt bekommen, hält der Hauptmann ihn für einen Spion der Konföderierten und ruft deshalb die Wache.
Kasper ruft die Fee Pocahontas, dass sie als Wache erscheinen solle. Sie tritt als Soldat auf und führt den Kasper fort. Sie bringt ihn an einen Ort in North-Dakota, an welchem er vor dem Hauptmann sicher ist und warten kann, bis der Krieg endet. Das allein genügt dem Kasper allerdings nicht, und er wünscht sich die Frau des Hauptmanns hinzu. Als dieser Wünsch in Erfüllung gegangen ist, fragt der Kasper die Frau des Hauptmanns nach ihrem Namen, woraufhin sie zunächst antwortet, dass sie Johanna heiße. Folgend ruft der Kasper scherzhaft den Waldhornisten, dass er Alarm blasen solle, welcher auch tatsächlich erscheint. Allerdings bläst dieser nicht zum Alarm, sondern eine Strophe aus dem Lied die „Waldesruh“. Als der Kasper die Frau des Hauptmanns Johanna nennt, möchte sie nicht mehr so angesprochen werden, da ihr richtiger Name Gretel laute. Beide gehen engverschlungen ab und das Stück endet mit einer neuen Strophe der „Waldesruh“.

### Die Figur des Kaspers
In dem Stück ist der Kasper ein Wachmann in der Armee der amerikanischen Nordstaaten, jedoch ist er weder an dem Job interessiert noch passt dieser zu ihm. Er trägt einen viel zu großen Uniformrock und sieht in seiner Montur aus wie ein kleiner Junge. Zudem ist er naiv, schreckhaft, ängstlich, fürchtet sich sogar vor dem Mond und ist keinesfalls selbstbewusst. Kasper ist der einzige in der Armee, der nicht den Namen Johann trägt und nimmt somit eine Außenseiterposition ein. Der gemeine Hauptmann hält jeden für einen Spion, dessen Name nicht Johann lautet. Deshalb ist er der Meinung, dass Kasper ein Verräter sei und behandelt ihn dementsprechend. Für den Hauptmann sieht der Kasper mit seinen roten Haaren, der roten Nase und seiner Zipfelmütze aus wie ein Zirkusmensch. Die liebe Fee Pocahontas hingegen unterstützt den Kasper und hält ihn für einen liebenswerten Künstler. Weiter ist der Kasper nicht sonderlich schlau. Erst nach vielen gescheiterten Versuchen schafft er es die Fee Pocahontas herbeizurufen, ohne dass er sie vor lauter Angst wieder wegschicken muss. Zwischendurch ist er fröhlich, springt, tanzt, ist akrobatisch, nimmt Sachen wörtlich und verwendet amüsante Wortkomposita. Kasper ist gegen den Krieg oder vielmehr gar nicht daran interessiert, stattdessen richtet er sein ganzes Interesse nur auf die Frau des Hauptmanns. Schließlich kommt sie in einem großen Reisekoffer angerollt und er geht mit seiner Gretel engverschlungen Schwammerl suchen.

## Deutung
Das Kasperlestück spielt zur Zeit des amerikanischen Bürgerkriegs und kann als allgemeine Missbilligung des Kriegs verstanden werden.
Der Kasper interessiert sich nicht für den Krieg und verabscheut den Hauptmann. Er ist der Meinung, dass es gar keinen Krieg gäbe, wenn alle Soldaten Kasper hießen. Ebenfalls kann „die stupide Gleichschaltung auf der Ebene der Namensgebung als Symbol für die nationalsozialistische Ideologie“ verstanden werden. Um zufrieden zu sein genügt ihm gutes Essen und die Frau des Hauptmanns. Generell kümmert er sich nur um sein Wohlbefinden, mit seinem Säbel spielt er lieber und in seiner Uniform sieht er eher drollig aus. Weiterhin wird er keinesfalls als Held dargestellt, sondern vielmehr als eine ängstliche, lustige Person. Aus heiklen Situationen kann ihn nur die Fee retten, welche dem Krieg auch negativ gegenübersteht.
Uraufgeführt wurde das Stück 1971 im Kleinen Theater in der Josefstadt in Wien. Otto F. Beer in der Zeit schreibt dazu: „Das ist artifizielle Marionettenkomik und raffinierte Naivität, ist, wie so oft bei Artmann, im Dramatischen ein wenig schwach auf der Brust, aber als equilibristische Sprachverkleidung ungemein reizvoll.“